# 식스 스타디움
식스 스타디움(Sick's Stadium)은 미국 워싱턴주 시애틀에 위치한 야구장이다. 과거 MLB 시애틀 파일럿츠의 홈구장으로 사용했다.